# 津島令子
津島 令子（つしま れいこ、1963年2月6日 - ）は、秋田県出身の女優。

## 人物・来歴
- 鶴見大学英米文学科卒業。
- 1980年代からテレビドラマを中心に活躍。
- イベント・セミナー・執筆などでも活動中。（特に映画の試写会・司会は多数。）
- 現在は、映画試写会等の司会や映画関連の執筆・評論を中心に活動している。

## 出演

### テレビドラマ
- 隠密くずれ(4)・変幻くの一黄金城の秘密（1983年8月26日・時代劇スペシャル）
- 赤い秘密（1985年7月27日〜9月28日）
- 木曜ドラマストリート（フジテレビ）
  - 復讐はワイングラスに浮かぶ（1985年11月14日）
- 花嫁衣裳は誰が着る（1986年4月23日〜10月15日）
- 私鉄沿線97分署・ハート燃えて…思い出の渚!!（第40話）（1986年）
- 金曜女のドラマスペシャル（フジテレビ）
  - 二重裁判・宿命の女（1987年4月24日）
- 土曜ワイド劇場（テレビ朝日）
  - 美しい共犯者三重逆転（1987年7月11日）
  - 家政婦は見た! 第8作・銀座ー京都、虚飾と欲望に燃える美しい母娘の艶やかな秘密（1990年1月6日）※ノンクレジット
  - 江戸川乱歩の美女シリーズ　妖しい稲妻の美女・江戸川乱歩の「魔術師」（1990年4月14日）
  - 森村誠一の『不倫期』人妻殺人行・湖畔の宿でレイプ!（1992年4月18日）
  - 美人キャスター殺人事件（1993年1月16日）
  - 死体を置いていかないで（1996年2月3日）
  - 牟田刑事官事件ファイル 第24作・阿波鳴門うず潮の殺意（1998年1月24日） - クラブ「りとるまぁめいど」ママ
  - 名探偵明智小五郎「陰獣」（1998年3月7日）
- 六本木ダンディーおみやさん・奥さん刑事が離婚を決めたひき逃げ事件（第3話）（1987年10月23日）
- 水戸黄門（TBS）
  - （第17部）・馬が蹴散らす悪企み-琴平-（第14話）（1987年11月30日） - お島
  - （第21部）・恋を実らす占い合戦-龍野-（第19話）（1992年8月10日） - お千の方
  - （第25部）・陰謀渦巻く淡路島-洲本-（第11話）（1997年3月3日） - 波路
- ザ・ドラマチックナイト（フジテレビ）
  - 狼女は眠れない（1988年1月22日）
- 男と女のミステリー（フジテレビ）
  - 殺意・或る女の誤算（1988年4月22日）
  - 丹後・宮津殺人岬（1988年8月19日）
- 木曜ゴールデンドラマ（よみうりテレビ）
  - 嫁・姑・貸し姑（1990年4月12日）
- ザ・刑事・新曲を盗んだ女、爆走!噂のふたり 第1話（1990年4月15日）
- 世にも奇妙な物語（フジテレビ）
  - 第1シリーズ・坂道の女（1990年8月23日）
  - 第2シリーズ・ボロボロ（1991年8月22日）
- 月影兵庫あばれ旅 第2シリーズ 第2話「辻斬りが惚れた女」（1990年10月14日） - お芳
- 幕府お耳役檜十三郎 第8話「恋文代筆仕り候」（1991年5月26日）
- 月曜ドラマスペシャル（TBS）
  - 清里高原神隠し（1991年7月22日） - 本人役
  - 弁護士芸者のお座敷事件簿(4)・仙台作並温泉に秘められた悲恋！（1999年1月15日）
  - 占い探偵・舞子・寛斎の開運事件簿(1)・手相に死の影が…（1999年10月25日）
- 金曜ドラマシアター（フジテレビ）
  - 平成の女相場師（1992年10月9日）
- 愛しの刑事・裏窓の女秘書殺し！目撃者は怪盗203号（第16話）（1993年2月21日）
- 大岡越前（第13部）・孫兵衛を怨んだ男（第16話）（1993年3月1日）
- 金曜エンタテイメント（フジテレビ）
  - 赤い霊柩車(2)・黒衣の結婚式（1993年6月4日） - テレビ司会者
- 闇を斬る!大江戸犯科帳・雪姫ご乱行（第8話）（1993年7月13日） - おきた
- 名奉行 遠山の金さん 第5シリーズ 第24話「馬と下郎と大福餅」（1993年10月28日） - おえん
- 江戸の用心棒(1)・ひょっとこ踊りが謎を解く（第16話）（1994年） - お菊
- 鬼平犯科帳 第6シリーズ 第4話「浮世の顔」（1995年8月9日） - お六
- さすらい刑事旅情編(7)・二億円強奪！子役スターの秘密（第15話）（1995年2月1日）
- はぐれ刑事純情派（テレビ朝日）
  - 第8シリーズ・不倫妻！帰宅拒否症の男（第4話）（1995年5月3日）
  - 第9シリーズ・放火致死!?特殊関係人の女（第7話）（1996年5月22日）
  - 第10シリーズ・名刺強盗!?消えた妊婦！（第5話）（1997年4月30日）
  - 第12シリーズ・殺意の出世争い!?安浦刑事が信じた女！（第4話）（1999年4月21日） - 長尾真知子
- 刑事追う!・籠城（第6話）（1996年5月13日）
- 南町奉行事件帖 怒れ!求馬・歌麿美人画の謎（第3話）（1997年11月17日）
- はみだし刑事情熱系(2)・首都圏大パニック！不連続殺人予告の謎!?（第11話）（1997年12月24日）
- ウルトラマンダイナ・闇を呼ぶ少女たち（第18話）（1998年1月10日）
- 金さんVS女ねずみ・いじめられた息子!父の復讐（第18話）（1998年8月29日）
- 大岡越前（第15部）・思い込み（第15話）（1998年12月21日）
- 水曜女と愛とミステリー（テレビ東京）
  - 金沢能登殺人周遊（2002年4月10日）
  - 鬼子母の末裔（2003年9月10日）
- 月曜ミステリー劇場（TBS）
  - 万引きGメン二階堂雪(11)・美形願望（2004年1月26日） - レポーター
- 怪談新耳袋(4)・第四十八話 未放送（第6話）（2005年3月22日）

### テレビ・その他
- スターあるばむ（1985年・※レポーター）
- おしゃべりトマト（1986年〜1989年・※火曜日キャスター）
- おはよう!ナイスデイ（1986年・※レポーター）
- 主役の横顔（1987年・※レギュラー）
- スターただいま出演中（1988年・※レポーター）
- モーニングEYE（1989年〜1996年・※レポーター）
- ブロードキャスター
- 報道特集（※ボイスオーバー）

### 映画
- BLOOD 狼血（1999年1月22日・日活）
- 炎と氷（2004年12月25日）

### 映画・その他
- 「本音でトーク（ムービーチャンネル・※映画紹介）

### ラジオ
- 生島ヒロシの情報一直線（※映画紹介）[要出典]
- 生島ヒロシのおはよう定食一直線

## 新聞・雑誌
- 快刀シネ魔（東京中日スポーツ・※映画紹介）
- シネマ・プロムナード（東京中日スポーツ・※映画紹介）

## その他
- 日本映画ペンクラブ会員
- 日本映画批評家大賞選考委員
- ヨコハマ映画祭選考委員